# Список умерших в 722 году

## Декабрь
- 11 декабря — Фергал мак Маэл Дуйн, король Айлеха (700—722) и верховный король Ирландии (710—722).

## Дата смерти неизвестна или требует уточнения
- Адальберт, франкский дворянин, четвёртый известный герцог Эльзаса.
- Алькама, полководец Омейядского халифата.
- Бели II, король Алт Клуита (694—722).
- Деваштич, согдийский афшин, один из последних правителей Согда, правитель Пенджикента (ок. 708—722).
- Маэль Рува, святой игумен кельтской церкви.
- Мунуза, правитель северных регионов Пиренейского полуострова во время арабского завоевания.